# Cordillera Frontal

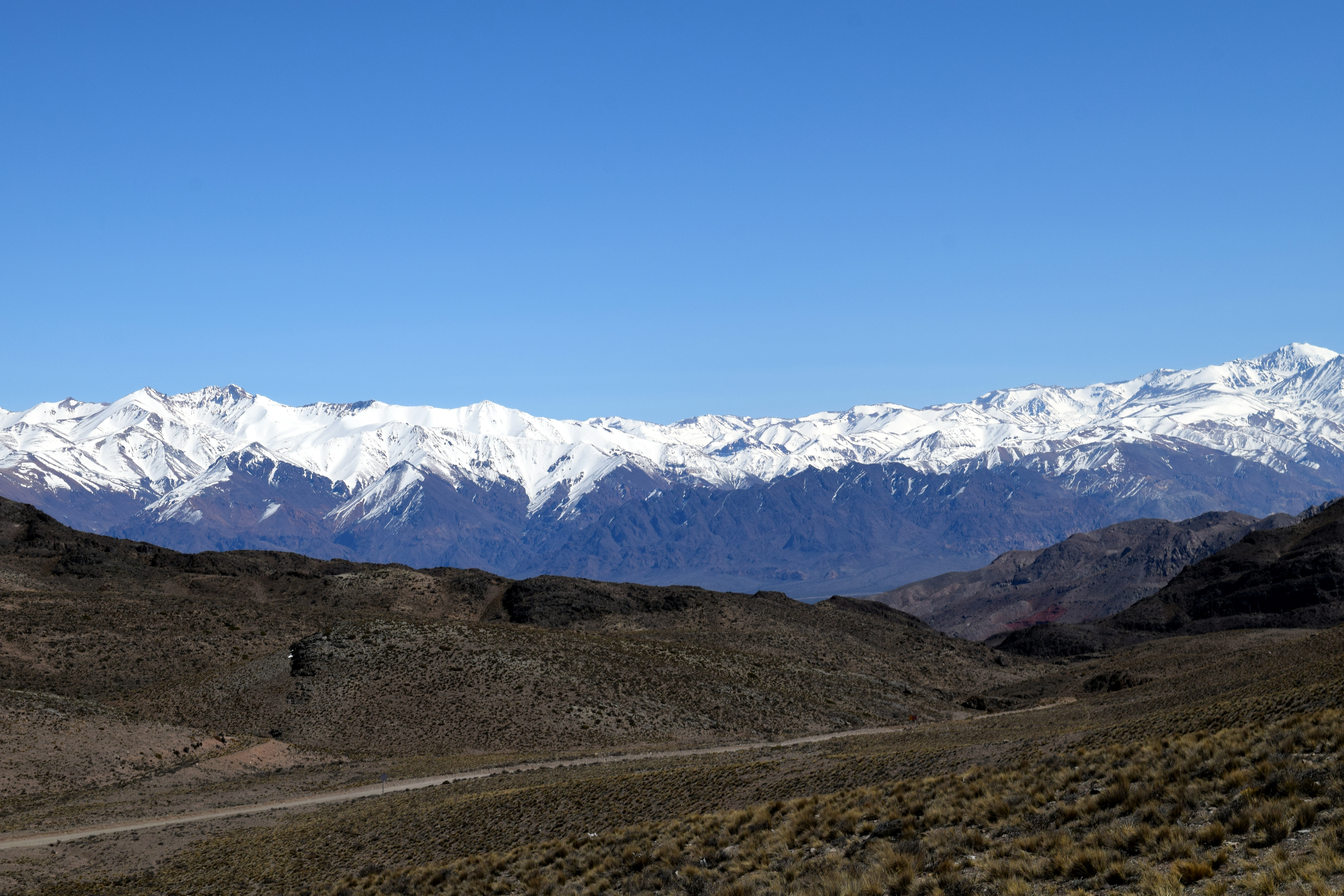
Cordón del Plata, parte de la Cordillera Frontal

La Cordillera Frontal es un sistema montañoso del oeste de la Argentina, a partir de los 28° 20'S.  
Se sitúa en el oeste de las provincias de La Rioja, San Juan, y Mendoza. 
Es una unidad antigua rejuvenecida por efectos de la orogenia andina. Desde el punto de vista geológico existen grandes diferencias entre ésta y la Cordillera Principal —paralela al occidente de aquella—, la cual es la portadora del límite internacional por poseer la línea continua que hace la divisoria oceánica de aguas. El cerro Mercedario, de 6770 m s. n. m., es un elemento orográfico intermedio de ambas cordilleras. 
La cordillera Frontal está formada por cordones, independientes, altos, y en bloques elevados, sin una orientación definida. Los principales son (de norte a sur): San Guillermo, Colanguil, Ansilta, del Tigre, y del Plata. Los ríos descienden por las profundas gargantas salvando fuertes desniveles. La sequedad del ambiente lleva al límite de las nieves permanentes por encima de los 5000 m s. n. m.